# Dicranum acutifolium
Dicranum acutifolium là một loài Rêu trong họ Dicranaceae. Loài này được (Lindb. & Arnell) C.E.O. Jensen mô tả khoa học đầu tiên năm 1937.